# Getingmidja

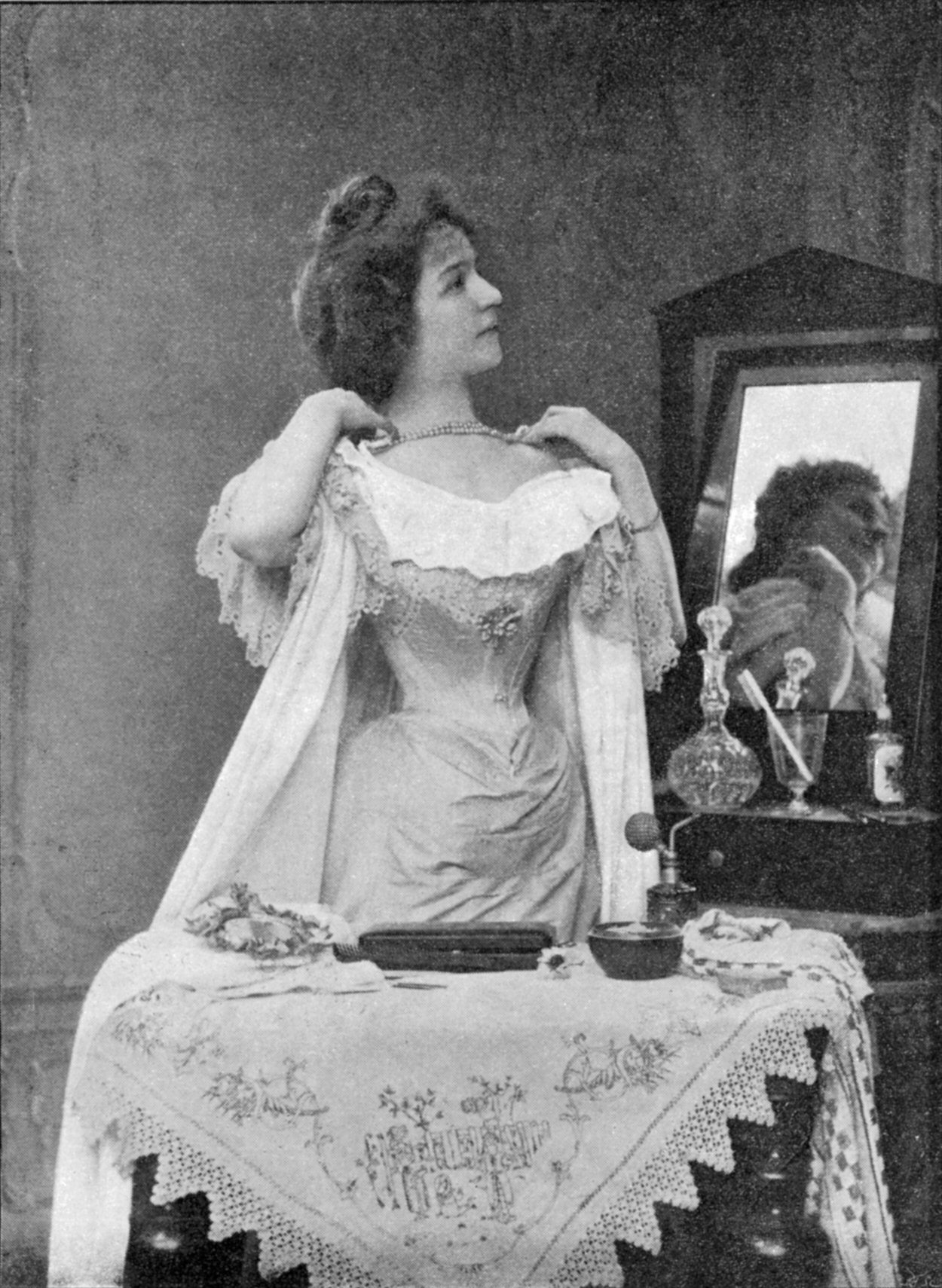
Parisisk kvinna med korsetterad getingmidja

Getingmidja betecknar en mycket smal midja. Den snörda midjan skulle vid 1900-talets början vara så smal att man kunde gripa om den med två händer, önskemåttet var 32 centimeter.